# 第8次長期滞在
第8次長期滞在（だい8じちょうきたいざい、Expedition 8）は、国際宇宙ステーションへの8回目の長期滞在である。

## 乗組員
| 機長                                         | フライトエンジニア1                            |
| -------------------------------------------- | ---------------------------------------------- |
| マイケル・フォール, アメリカ航空宇宙局 6度目 | アレクサンドル・カレリ, ロシア連邦宇宙局 4度目 |

## ミッションパラメータ
- 近点：384 km
- 遠点：396 km
- 軌道傾斜角：51.6°
- 軌道周期：92分

- ドッキング：2003年10月20日7時15分58秒（UTC）
- ドッキング解除：2004年4月29日20時52分9秒（UTC）
- ドッキング時間：192日13時間36分11秒

## ミッションの目的
第8次長期滞在機長のマイケル・フォール、フライトエンジニアのアレクサンドル・カレリ、欧州宇宙機関のペドロ・デュークは、10月20日3時16分（GMT）にソユーズTMA-3と国際宇宙ステーションをドッキングさせた。ドッキングの時点で、両方の宇宙船はロシアの真上にいた。
第7次長期滞在機長の乗組員が離れると、フォールとカレリは6か月以上に及ぶステーションの操作とメンテナンスを始めた。
ステーションの新しい乗組員は、デュークとともに、2003年10月18日1時38分（EDT）にカザフスタンのバイコヌール宇宙基地から打ち上げられた。

## 宇宙遊泳
第8次長期滞在機長の乗組員は、ISSでは初めての、2人による宇宙遊泳を行なった。以前のISSの乗組員によって為された宇宙遊泳とは異なり、宇宙遊泳の際にステーション内には乗組員が1人も残らなかった。宇宙遊泳はピアースを基点として、ロシア製のオルラン宇宙服を着て行なわれた。
ISSの組立て、操作、維持のために行なわれた52回目の宇宙遊泳で、合計時間は322時間32分になった。ステーションの外に出るのは27回目で、合計時間は155時間17分になった。

### 宇宙服の色
マイケル・フォール（EV1）：青のストライプ
アレクサンドル・カレリ（EV2）：赤のストライプ

### 宇宙遊泳
マイケル・フォール、アレクサンドル・カレリ
継続時間：3時間55分
開始時間：2004年2月26日15時17分（CST）
終了時間：2004年2月26日19時12分（CST）
カレリの宇宙服の冷却装置が不具合を起こしたため、この宇宙遊泳は計画より短縮された。宇宙遊泳は早く終わったが、フォールとカレリは予定された仕事をほぼ全てこなすことができた。
1番目の仕事は、物質を微小重力中に長時間晒した影響を見る実験のサンプルをセットしたカセットの交換だった。後に、フォールはズヴェズダに付けられた2つの同じようなカセットも交換した。
「マトリョーシカ」と名付けられたロシアの実験装置が、ズヴェズダの外壁に取り付けられた。これは、宇宙飛行中の人体が晒される放射線のデータを集めるものである。
また、宇宙航空研究開発機構の実験装置MPAC-SEEDSも取り外され、2番目の装置が付け替えられた。この実験は、小彗星の衝突の影響と、宇宙空間に晒した物質を調べるものである。この装置は2001年10月15日に、第3次長期滞在の乗組員によって取り付けられた。
レーザー光再帰反射装置をズヴェズダから取り外すことはできなかった。この装置は、2008年に初めてISSに飛行した欧州宇宙機関の欧州補給機の誘導装置として実験されていた。また、クロムカと呼ばれる材料の実験も実施できなかった。この実験では、ズヴェズダのジェットエンジンの点火から放出される残留物の量を測定するものだった。
フォールとカレリは、ソユーズTMA-4で第9次長期滞在の乗組員がやって来た9日後、欧州宇宙機関のアンドレ・カイパースとともに2004年4月29日にソユーズTMA-3でISSを離れ、地球へ帰還した。